# Fordson
Fordson var ett amerikanskt fordonsmärke som tillverkade traktorer och lastbilar. Märket användes för att massproducera jordbrukstraktorer av Henry Ford & Son Inc från 1917 till 1920, av Ford Motor Company från 1920 till 1928, och av Ford Motor Company Ltd från 1929 till 1964. Ford Storbritannien tillverkade senare lastbilar under namnet Fordson.
Henry Ford började byggde experimentella traktorer under tidigt 1900-tal från bildelar och visade prototypen Model B i augusti 1915. Ytterligare prototyper följde 1916, och 1917 exporterade Henry Ford & Son sina första traktorer till Storbritannien. År 1918 utökades exporten, och traktorerna började namnges "Fordson". 
Mellan 1917 och 1922 blev de masstillverkade traktorerna mer populära, tack vare sin pålitliga design, låga pris. Precis som Ford Model T, som visade hur bilar och lastbilar skulle ersätta hästar som transportmedel, visade Fordson hur man skulle ersätta hästar och oxar i jordbruket. Ford var även den enda fordonstillverkare som sålde bilar, lastbilar och traktorer samtidigt från 1917 till 1928. 
Mellan 1928 och 1939 lämnade Ford traktorverksamheten i USA, men Ford Motor Company Ltd i Storbritannien fortsatte bygga modellerna och utveckla nya modeller, som i stor utsträckning exporterades. År 1939 återupptog Ford verksamheten i USA med en helt ny modell, den här gången under Ford-varumärket. Ford Motor Company Ltd fortsatte dock använda Fordson-märket fram till 1964.
Produktionen skedde i USA (1917–1928), Cork, Irland (1919–1923 och 1928–1933), och Dagenham, England (1933–1964). Tusentals modeller, mest från USA men även några från Irland, exporterades till Sovjetunionen mellan 1920 och 1927, där flera kopior byggdes under andra namn i Leningrad 1924 och i Stalingrad från 1930.
Hösten 1964 gick man över till nya nummerserier och modellbeteckningar, och i fortsättningen benämndes de bara "Ford".

## Traktorer
- Fordson (1917-1940)
- Fordson T22 (cirka 1920)
- Fordson 1929 (cirka 1930)
- Fordson 1932 (cirka 1932)
- Fordson Major (1945-1951)
- Fordson Major Diesel (1949-1951)
- Nya Fordson Major (1952-1956)
- Nya Fordson Major Diesel (1952-1958)
- Fordson 957E Dexta (nov.1957-sept.1964)
- Fordson 959E Petrol Dexta (1958-1959)
- Fordson Power Major (1958-1960)
- Fordson Super Major (1961-1964)
- Fordson 960E Super Dexta (apr.1962-sept.1964)

### Bilder

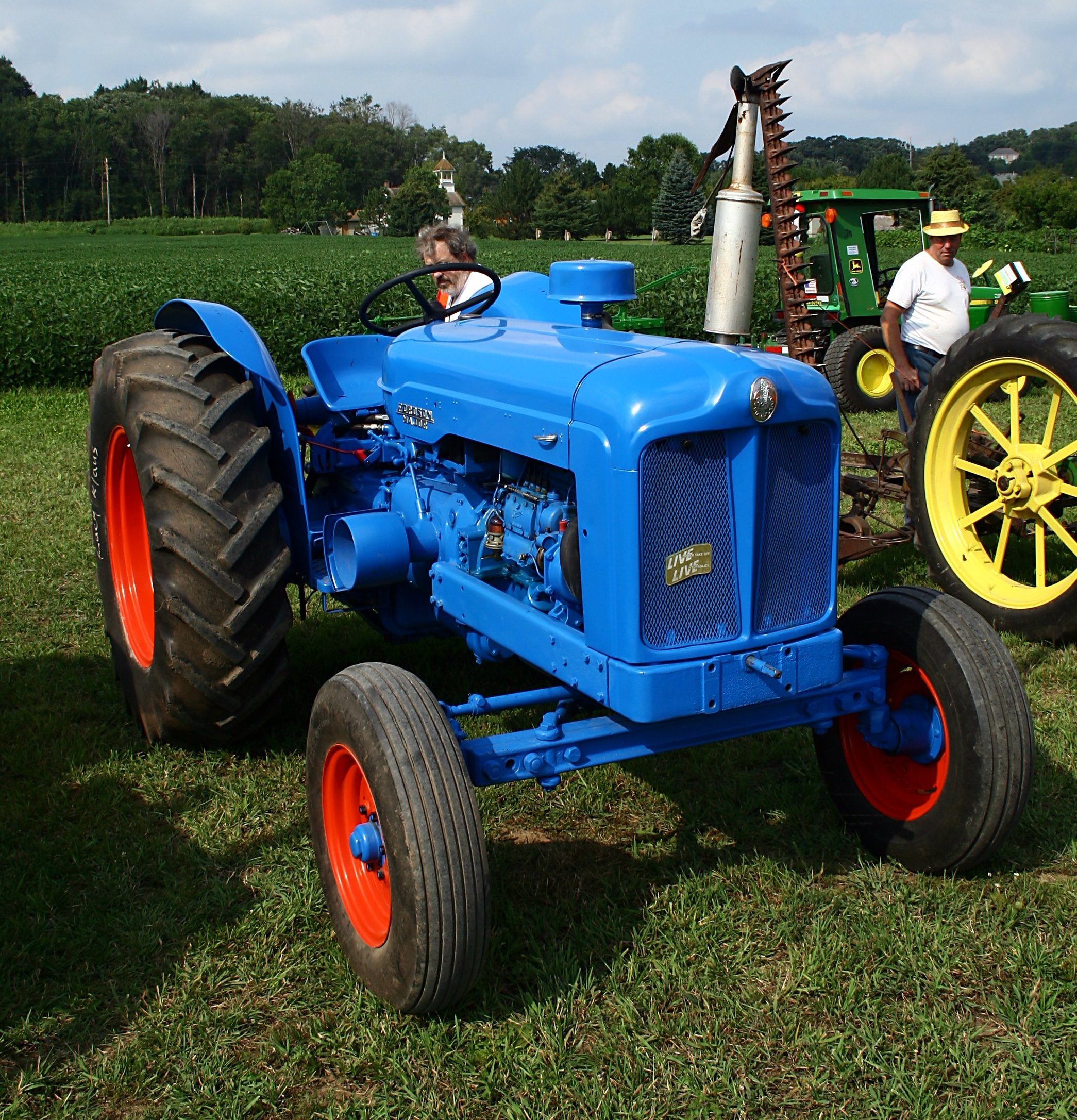
En Fordson Major.
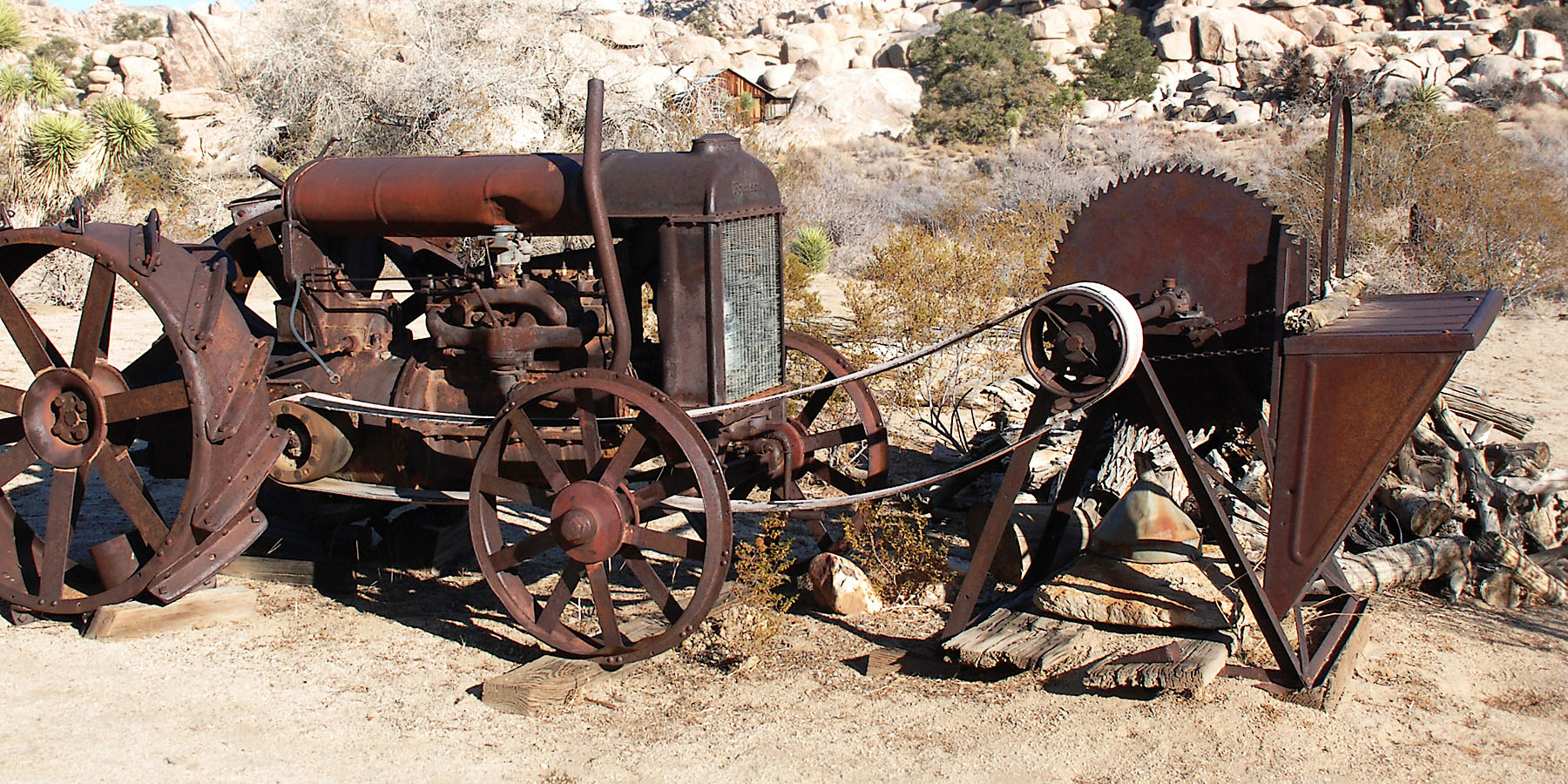
En Fordson-traktor med en kopplad cirkelsåg.
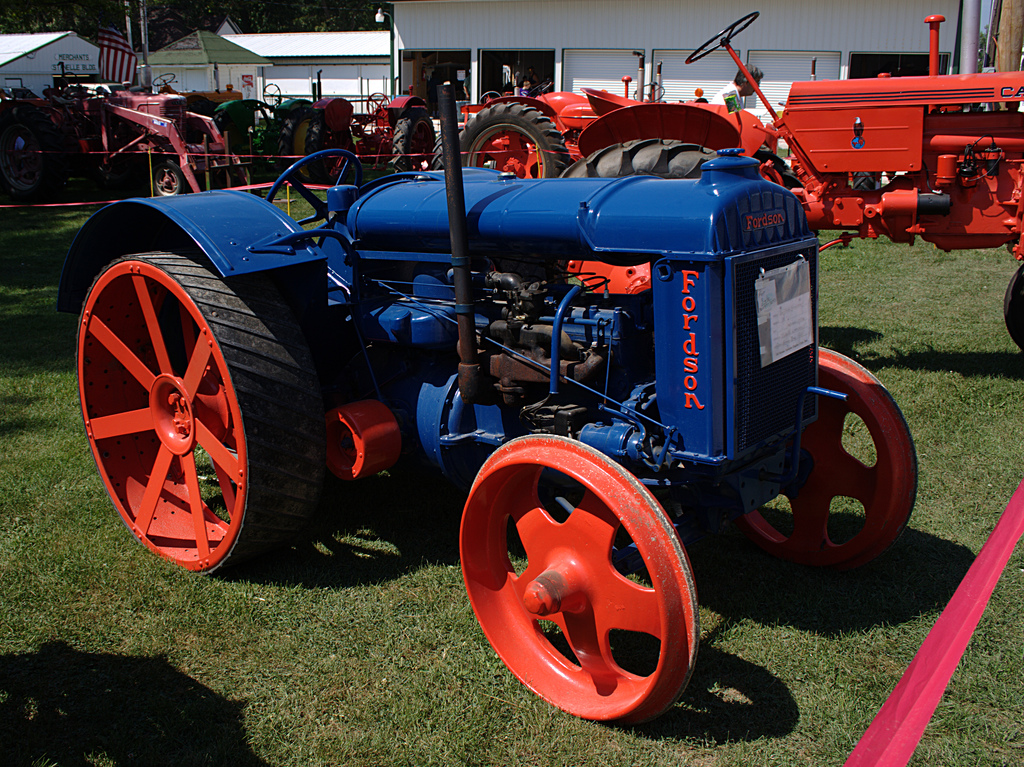
1936 års Fordson Model N traktor.
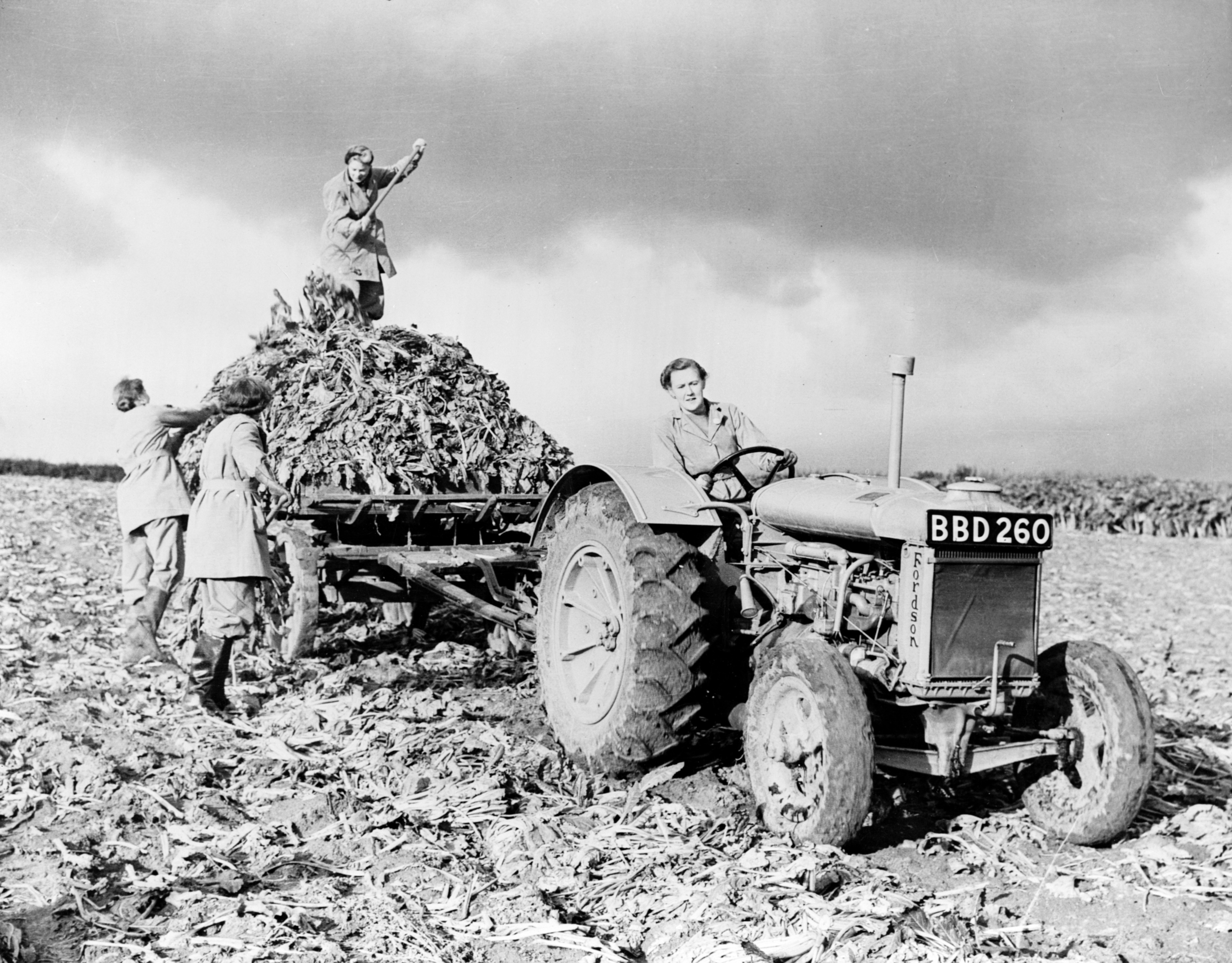
En Fordson som skördar betor under tidigt 1940-tal.
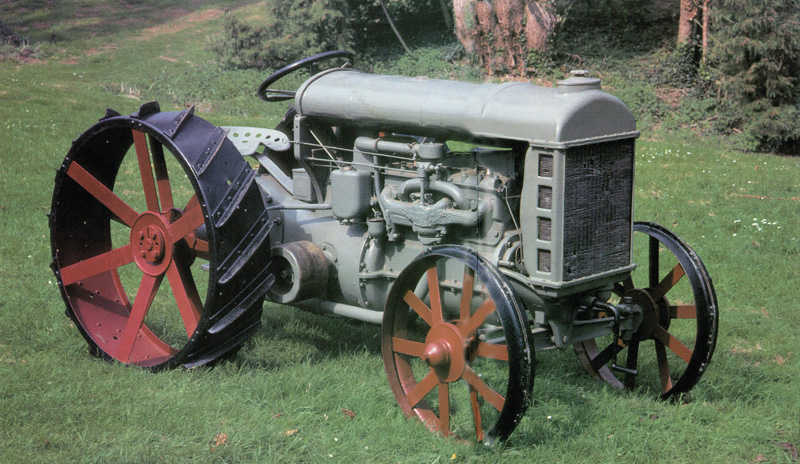
Fordson Model F från 1917.
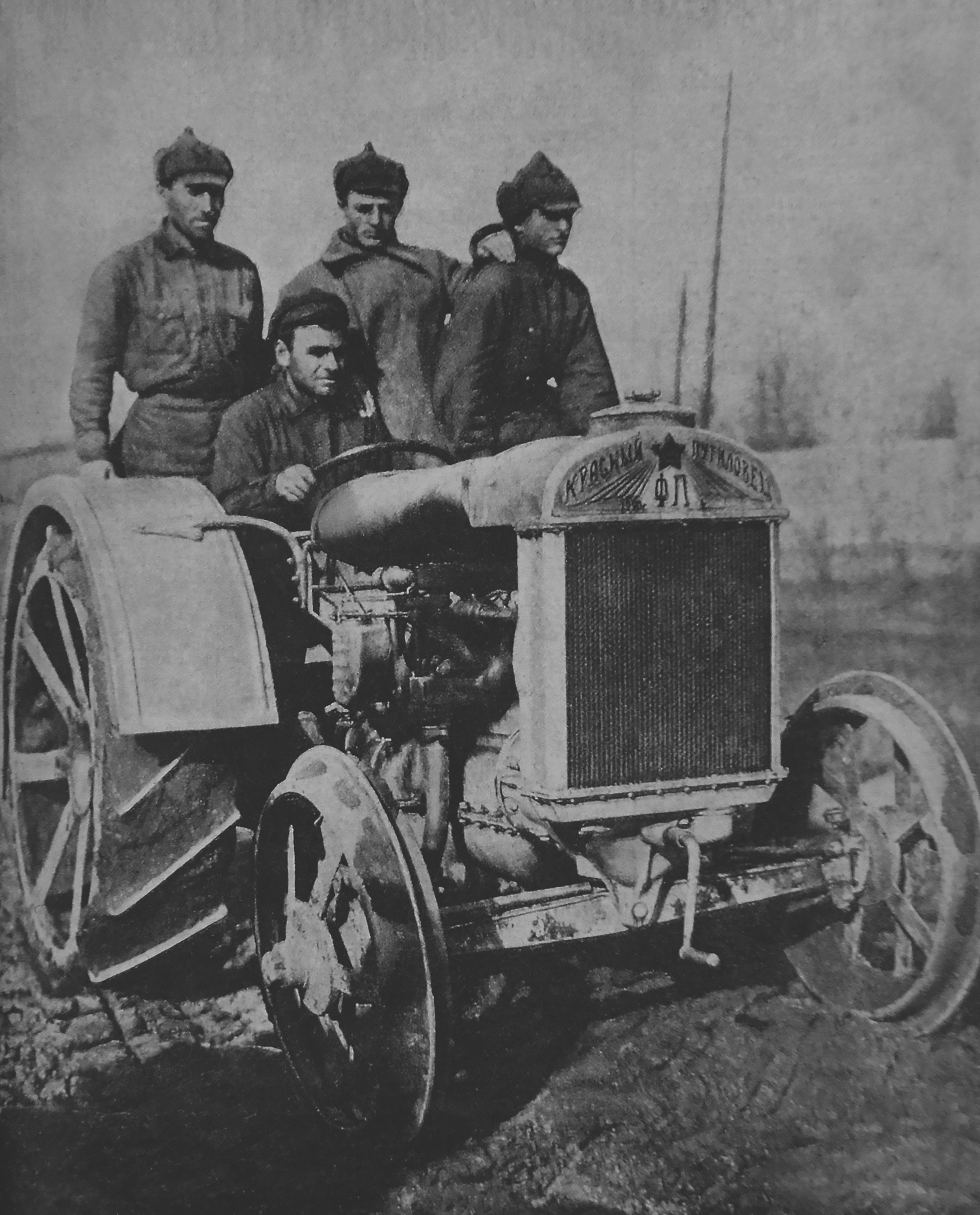
En kopia av Fordson F under namnet Fordson-Putilovets i Ukraina.
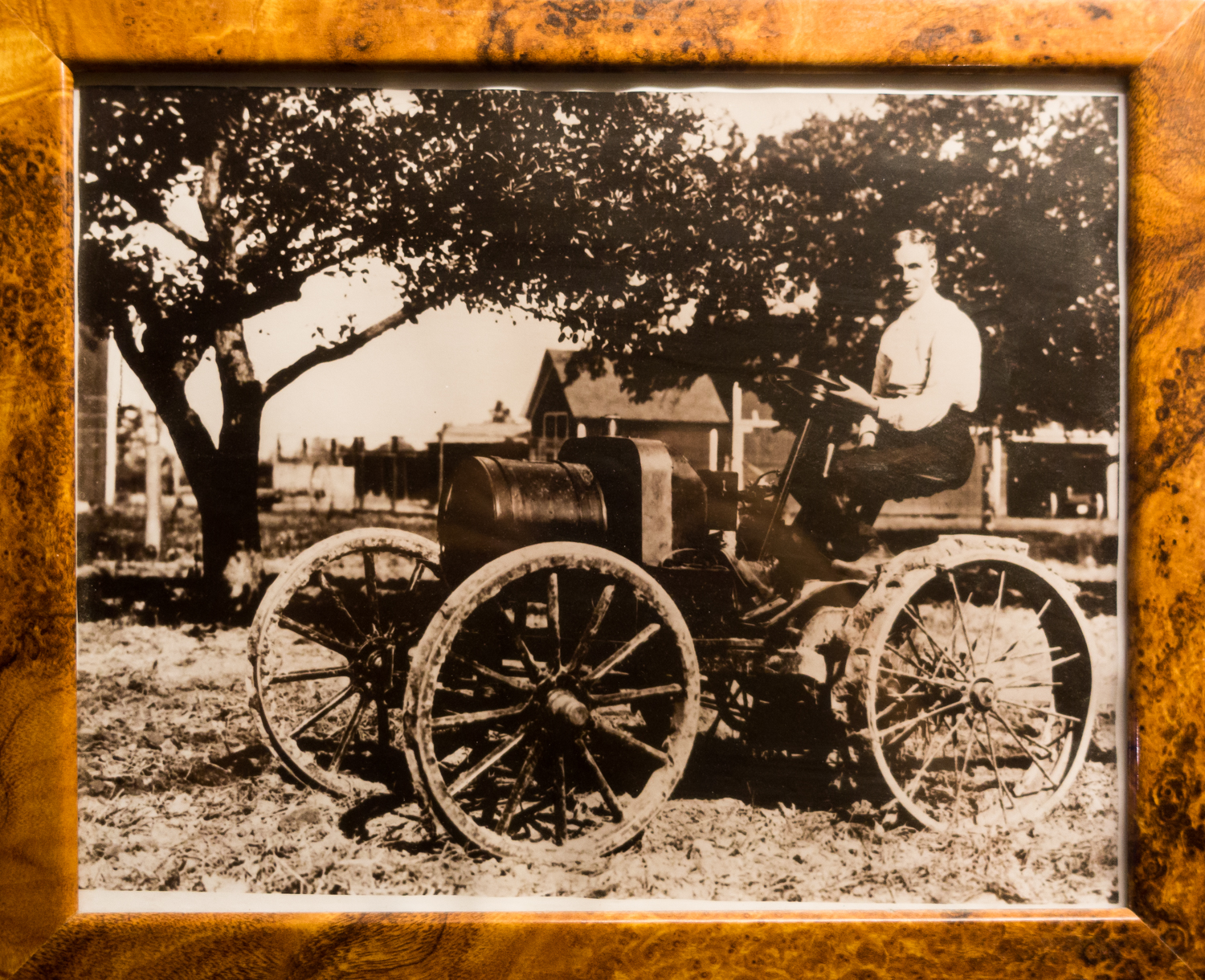
Henry Ford sitter på sin koncepttraktor, Fordson-traktorn från 1908.

## Lastbilar
Ford Storbritannien tillverkade lastbilar under namnet Fordson.

### Bilder

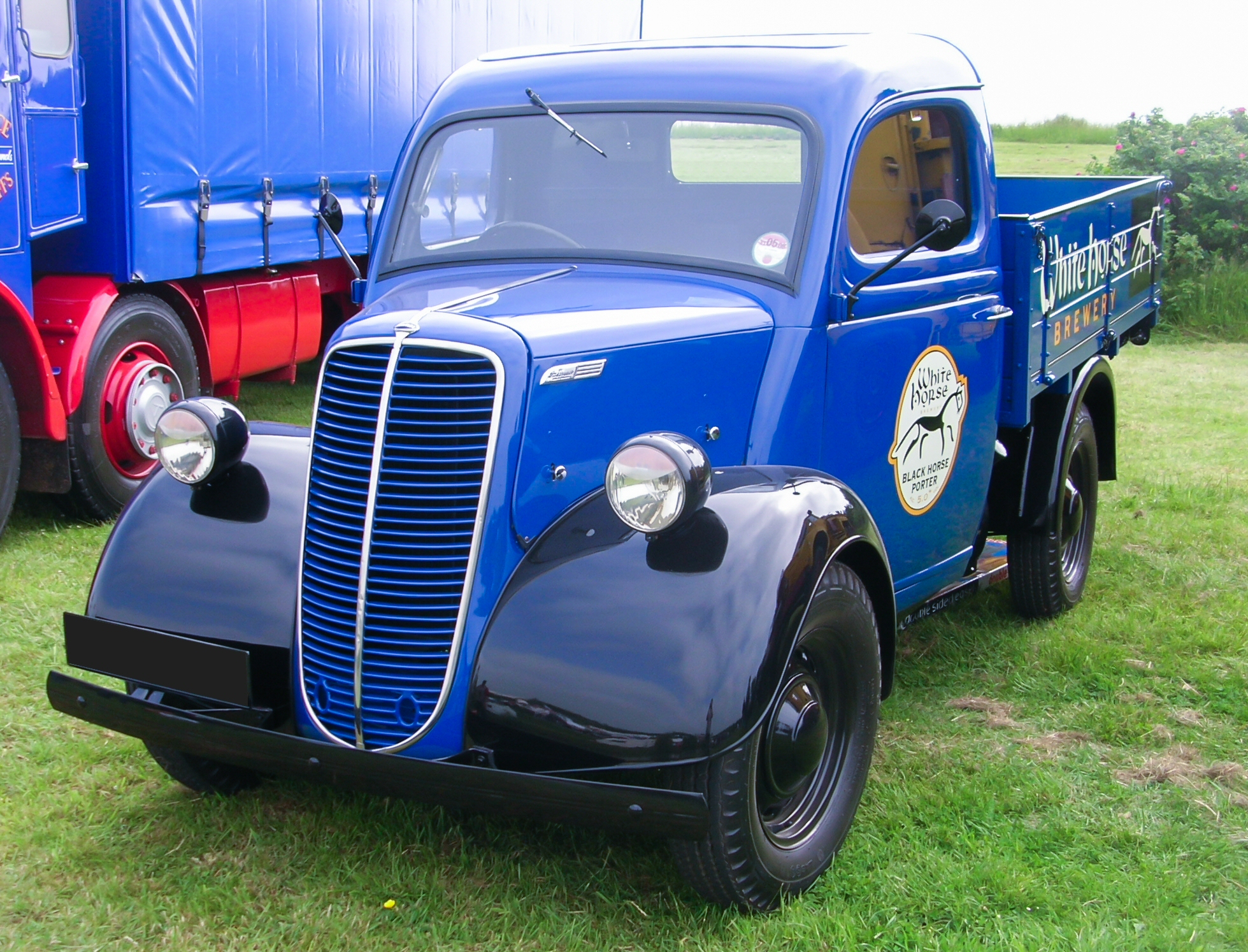
Fordson E83W från 1957.